# Anthurium cuyabenoense
Anthurium cuyabenoense är en kallaväxtart som beskrevs av Thomas Bernard Croat. Anthurium cuyabenoense ingår i släktet Anthurium och familjen kallaväxter. Inga underarter finns listade.